# Asterisco (liturgia)

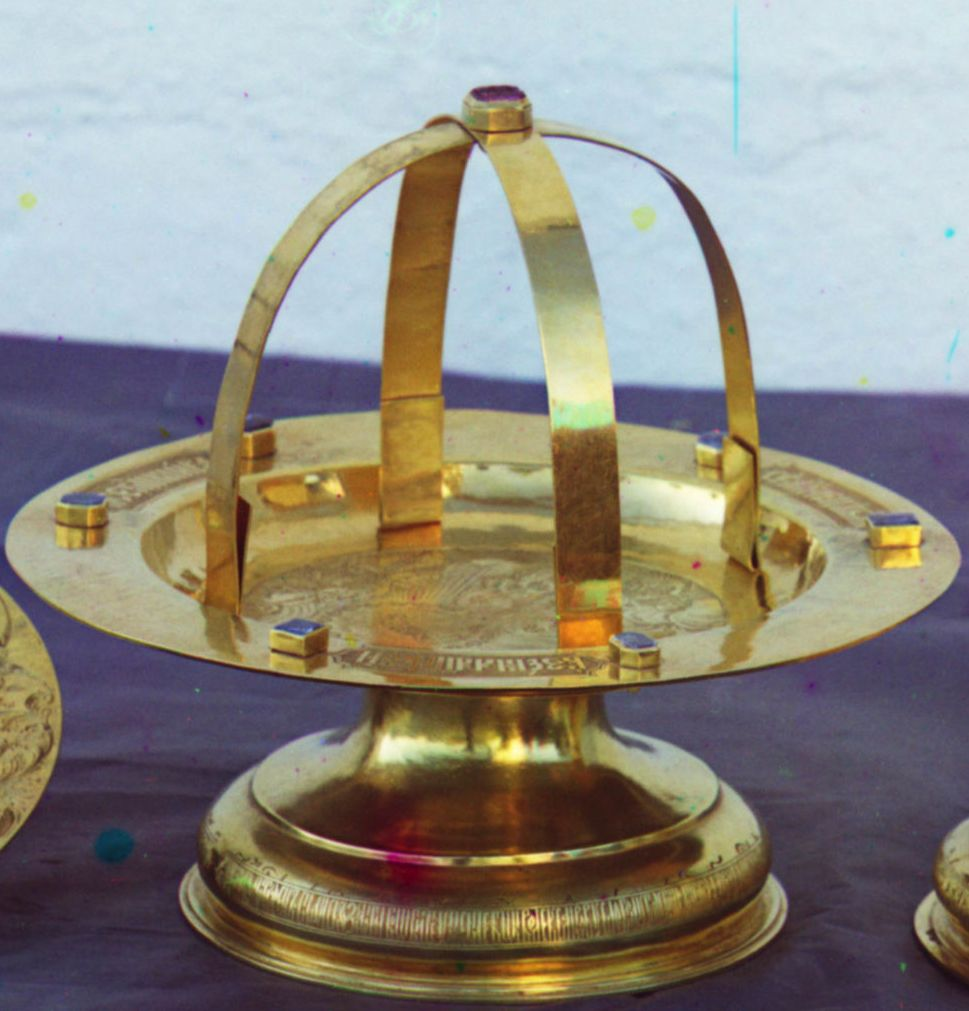
Un asterisco posto sulla patena.

L'asterisco (in greco Ἀστερίσκον, ἀστερίσκος, Asterískon, asterískos?; lingua slava ecclesiastica: Звездица, Zvezdítsa), detto anche coperchio a stella, è uno degli oggetti sacri impiegati nella divina liturgia della Chiesa ortodossa e della Chiesa greco-cattolica. Il termine deriva dal greco astḗr, ovvero stella, ed è simbolicamente associato alla stella di Betlemme.

## Forma
L'asterisco è una piccola copertura metallica pieghevole che sostiene un velo liturgico posto a protezione delle particole sulla patena. È formato da due strisce di metallo incrociate e fissate al centro con una vite. Le estremità delle strisce sono piegate verso il basso per aderire alla patena e formare un telaio stabile.
Talvolta, nella Chiesa greco-cattolica, al punto di intersezione delle due strisce viene appesa una piccola stella. Nella tradizione ortodossa, invece, l'asterisco stesso è inteso come rappresentazione della stella, e non si ritiene necessaria l'aggiunta ornamentale.
Essendo un oggetto sacro, viene conservato sul prothesis (tavolo delle oblazioni), dove vengono preparati il pane e il vino per l'Eucaristia. Può essere abbinato a un set liturgico comprendente calice e patena.

## Uso
Durante la liturgia di preparazione, il sacerdote incensa l'asterisco tenendolo sopra il turibolo aperto, quindi lo colloca sulla patena pronunciando le parole: «E giunse una stella e si fermò sopra il luogo dove era il bambino» (Matteo 2:9).
Nella divina liturgia celebrata da un vescovo (cosiddetta liturgia gerarchica), prima dell'ingresso solenne il velo viene sollevato e l'asterisco rimosso, mentre il vescovo pronuncia le commemorazioni per i vivi e i defunti. Al termine, l'asterisco e il velo vengono riposizionati sulla patena.
Dopo il sursum corda, il diacono solleva l'asterisco e lo tocca contro la patena su quattro lati, in forma di croce, mentre il sacerdote eleva le mani recitando: «Cantando la trionfale canzone, gridando, gridando, e dicendo», a cui segue il Sanctus. Il diacono bacia l'asterisco, lo ripiega e lo deposita sull'antimension, mentre il sacerdote inizia la preghiera eucaristica.
Dopo la comunione, il velo e l'asterisco vengono ricollocati sulla patena e riportati dal diacono sul prothesis.

## Rito romano
Nel rito romano, un asterisco liturgico dotato di dodici raggi veniva utilizzato nelle messe papali per coprire l'ostia sulla patena durante la frazione compiuta dal papa sul trono, prima della comunione. Ogni raggio riportava il nome di un apostolo.
Questo particolare oggetto, differente da quello orientale a quattro raggi, è stato occasionalmente reintrodotto da papa Benedetto XVI nel corso di alcune celebrazioni.